# 埃米利奥·特里维尼
埃米利奥·特里维尼（義大利語：Emilio Trivini，1938年4月5日—2022年8月27日），意大利男子赛艇运动员。他曾代表意大利参加1964年和1968年夏季奥林匹克运动会赛艇比赛，其中1964年奥运会获得一枚银牌。